# Валентіна Кастро
Валентіна Кастро (ісп. Valentina Castro; нар. 17 липня 1981) — колишня чилійська тенісистка.
Найвищу одиночну позицію світового рейтингу — 436 місце досягла 6 червня 2005, парну — 548 місце — 16 травня 2005 року.
Здобула 1 парний титул туру ITF.

## Фінали ITF

### Парний розряд: 3 (1–2)
| Результат | Ранг | Дата           | Турнір                   | Покриття | Партнерка                   | Суперниці                          | Рахунок             |
| --------- | ---- | -------------- | ------------------------ | -------- | --------------------------- | ---------------------------------- | ------------------- |
| Поразка   | 1.   | 18 серпня 2003 | Ла-Пас, Болівія          | Ґрунт    | Андреа Коч Бенвенуто        | Марсела Еванжеліста Летісія Собрал | 6–3, 3–6, 0–1, ret. |
| Поразка   | 2.   | 25 жовтня 2004 | Лос-Мочіс, Мексика       | Ґрунт    | Ана Лусія Мільяріні де Леон | Хорхеліна Краверо Флавія Міґнола   | 2–6, 6–3, 5–7       |
| Перемога  | 1.   | 7 березня 2005 | Толука-де-Лердо, Мексика | Тверде   | Ана Лусія Мільяріні де Леон | Лорен Фішер Крістіна Фусано        | 6–2, 4–6, 7–5       |